# Serpelice
Serpelice (prononciation : [sɛrpɛˈlit͡sɛ]) est un village polonais de la gmina de Sarnaki dans le powiat de Łosice de la voïvodie de Mazovie dans le centre-est de la Pologne.
Il se situe à environ 12 kilomètres à l'est de Sarnaki (siège de la gmina), 24 kilomètres à l'est de Łosice (siège du powiat) et à 140 kilomètres à l'est de Varsovie (capitale de la Pologne).
Le village possède une population de 344 habitants en 2010.

## Histoire
De 1975 à 1998, le village appartenait administrativement à la voïvodie de Biała Podlaska.

## Religion
Serpelice a sur ton territoire une église en bois, construit en 1947, par l'Ordre des Frères mineurs capucins, et qui est aussi un monastère.